# Entomofagia

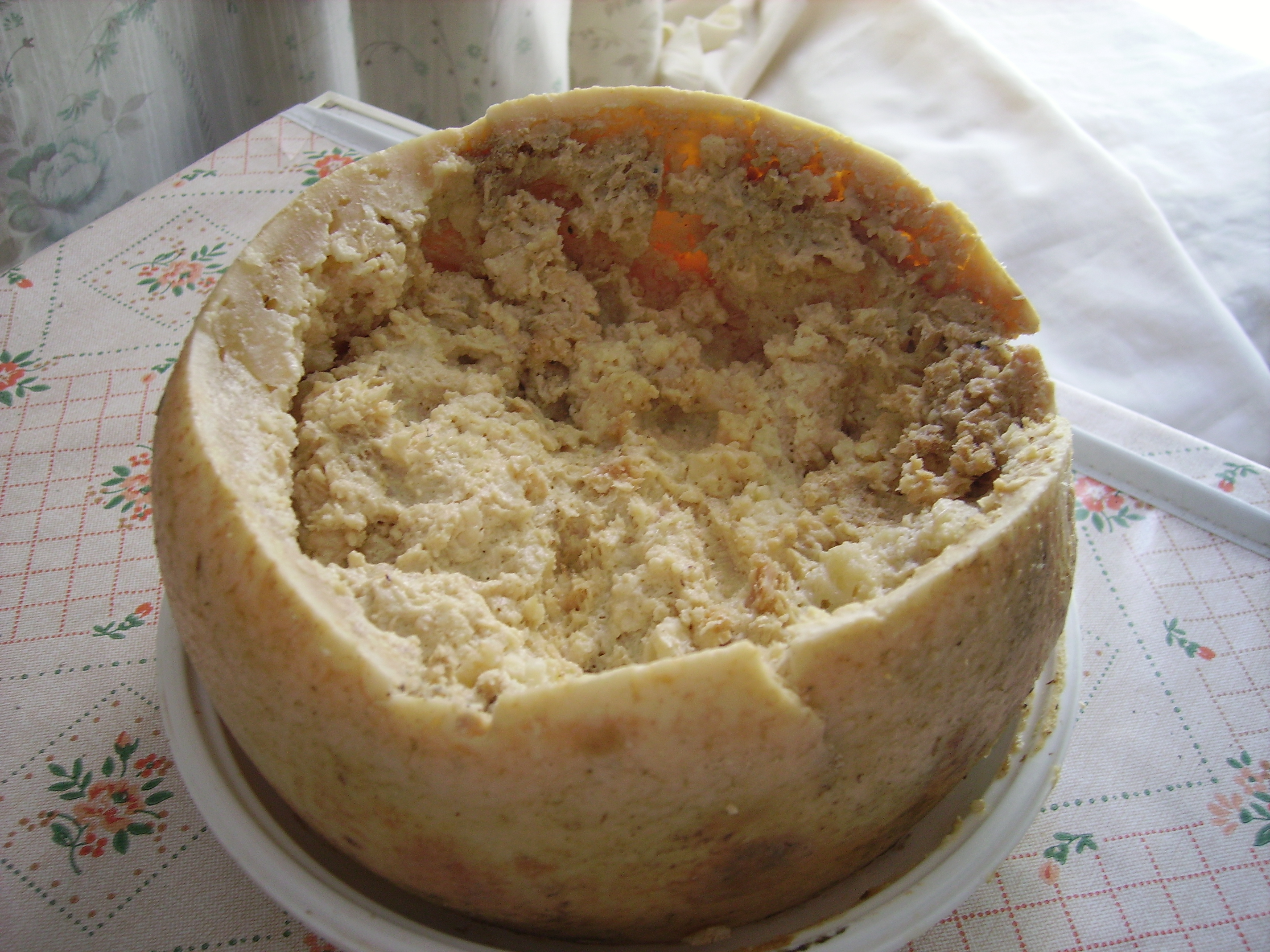
Casu marzu, formaggio tradizionale di pecora sardo che contiene larve di insetti

L'entomofagia (dal greco éntomos, "insetto", e phăgein, "mangiare"), è un regime dietetico, che vede gli insetti come alimento. Dal punto di vista ecologico è un rapporto trofico di predazione, parassitismo o di parassitoidismo ed è osservabile in un gran numero di gruppi animali come insetti, uccelli, rettili, anfibi, pesci e mammiferi e di microrganismi. Dal punto di vista antropologico è una pratica diffusa presso molte popolazioni del pianeta basata su particolari gusti o mode o sulla necessità di integrare il fabbisogno nutritivo di proteine.

## Entomofagia umana
(Levitico, 11:22)

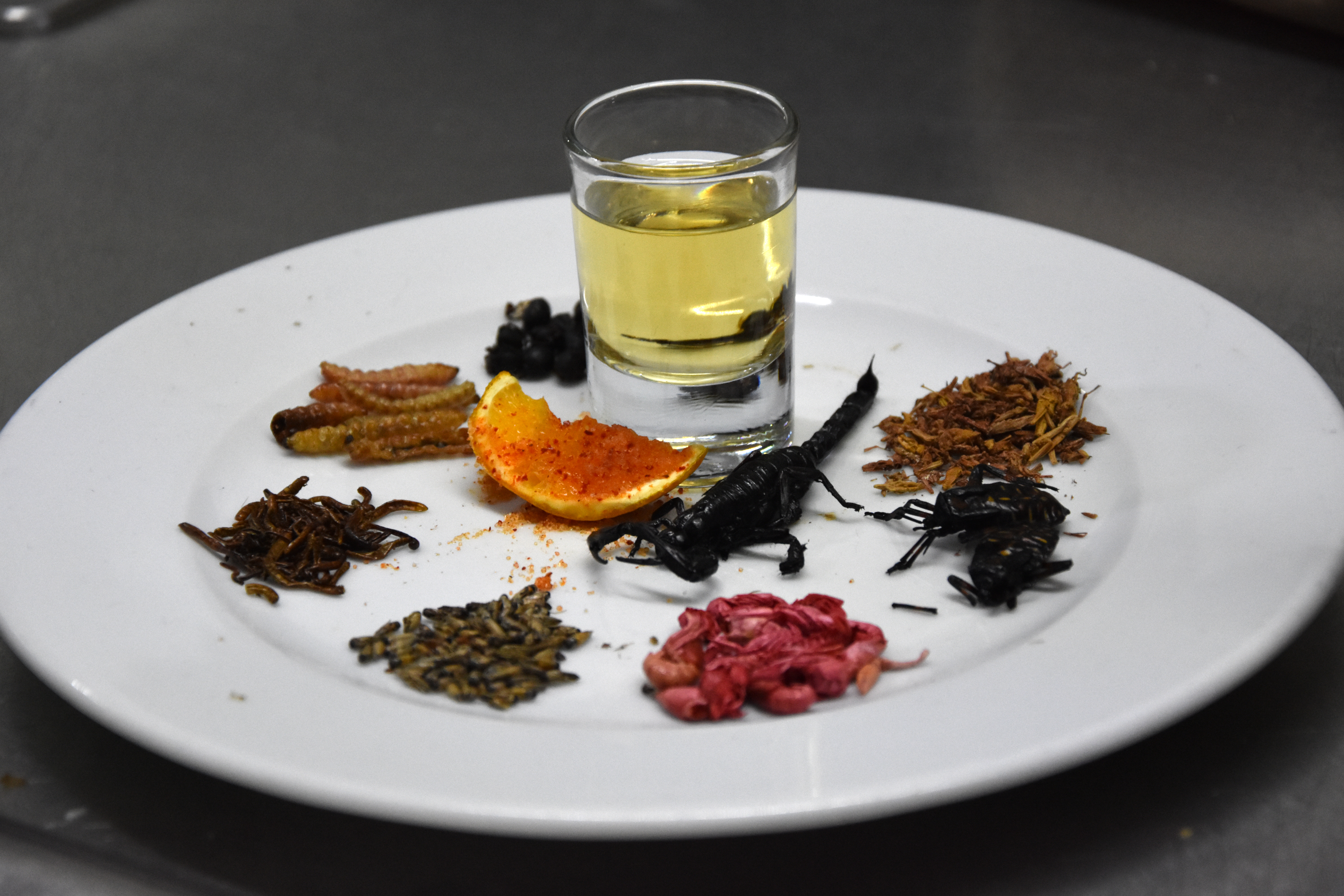
Insetti e aracnidi serviti con mescal a Città del Messico

Il consumo umano di carne di insetto è molto comune in alcune culture di parti del mondo come l'America centrale e meridionale, l'Africa, l'Asia, l'Australia e la Nuova Zelanda. In altre culture, invece, l'utilizzo di insetti per l'alimentazione umana è poco diffuso.
L'utilizzo di insetti nella dieta umana è stato particolarmente importante in epoca preistorica prima che gli uomini scoprissero la caccia e l'agricoltura come testimoniano, ad esempio, alcuni coproliti rinvenuti in Messico e Stati Uniti e contenenti tracce di formiche, larve di coleottero, pidocchi, zecche e acari.
Nell'ambito dell'entomofagia si possono distinguere due categorie: gli insetti utilizzati come fonte primaria di sostanze nutritive e di insetti utilizzati come condimenti. Alcuni insetti sono poi mangiati come larve, mentre altri da adulti. Più di 1200 specie di insetti vengono utilizzate come alimenti da parte di persone in tutto il mondo. Gli insetti e gli aracnidi comunemente utilizzati includono cavallette, grilli, termiti, formiche, larve di coleotteri, falene, bruchi, pupe, ragni, tarantole e scorpioni.

### La FAO e gli insetti
La FAO in uno studio del 2013 menziona gli insetti come fonti di cibo ancora poco sfruttata nel mondo occidentale.

### Entomofagia in Unione Europea
Con il Regolamento (UE) 2015/2283, entrato in vigore il 25 Novembre 2015, il Parlamento Europeo ha aggiornato le regole per l'introduzione e la vendita di nuovi alimenti destinati alla tavola, i cosiddetti Novel food, una categoria alimentare che include anche gli insetti. Tale Regolamento modifica il regolamento (UE) n. 1169/2011 del Parlamento europeo e del Consiglio e abroga il regolamento (CE) n. 258/97 del Parlamento europeo e del Consiglio e il regolamento (CE) n. 1852/2001 della Commissione.
I recenti sviluppi scientifici e tecnologici hanno reso possibile una semplificazione delle procedure per le richieste di autorizzazione per l’immissione in commercio di “prodotti e sostanze alimentari privi di storia di consumo 'significativo' al 15 maggio 1997 in UE” (con la precedente normativa la procedura richiedeva in media 3 anni e mezzo).
Tra le novità apportate dal regolamento, la centralizzazione della richiesta di autorizzazione, che deve essere presentata direttamente alla Commissione Europea attraverso un sistema online e non a uno degli Stati membri, come avveniva in precedenza. La richiesta deve essere preparata conformemente alle linee guida pubblicate dall’autorità per la sicurezza alimentare (EFSA) e deve contenere i dati scientifici a supporto della sicurezza della sostanza oggetto della domanda di autorizzazione. La stessa EFSA si occupa dell’accertamento della sicurezza. La Commissione rilascia l’autorizzazione attraverso l’inserimento del “Novel food autorizzato” nell’elenco dell’Unione (Union list) insieme a tutte le specifiche previste, incluse le eventuali tipologie alimentari in cui può essere contenuto, le dosi e altre caratteristiche.